# シャーワル
シャーワル（アラビア語: شاور بن مجير السعدي、英: Shawar、生年不詳 - 1169年）は、エジプトを支配したファーティマ朝の宰相（在任：1164年- 1169年）。
ファーティマ朝の第14代・アーディドのもとで権力者の座をめぐってディルガームと抗争したが、敗れてシリアに逃亡した。そしてザンギー朝のヌールッディーンに救援を求め、エジプト支配に意欲を燃やしていたヌールッディーンはこれを口実に重臣のシール・クーフとサラーフッディーンを派遣する。この軍勢の前に1164年にディルガームは討たれ、彼らの後押しを得たシャーワルが宰相に就任した。
ところが、この戦役でシール・クーフがファーティマ朝内部で権勢を増大させる。その権勢を恐れたシャーワルはエルサレム王国に内通してシール・クーフ排斥を目論み、1168年にはエルサレム軍がエジプトに到来する。だがシール・クーフはエルサレム軍を撃退する。またエルサレム軍もエジプトで略奪を働いたことからそれを誘引したシャーワルにも非難が起こり、1169年にシール・クーフがカイロに入るとシャーワルはアーディドや民衆の支持を失って宰相位を追われた。そしてシール・クーフの命令を受けたサラーフッディーンにより捕らえられ、処刑されたのである。